# Johnny Giles
Johnny Giles (Dublín, 6 de noviembre de 1940) es un experiodista deportivo, exentrenador y exjugador de fútbol irlandés. Actuando en la posición de centrocampista y en algunos casos asumiendo el papel de jugador-entrenador, desarrolló una larga carrera como deportista profesional en Inglaterra, Irlanda, Estados Unidos y Canadá. Además representó a su país a nivel internacional. Es miembro del Salón de la Fama del Fútbol Inglés y del Salón de la Fama de la Asociación de Fútbol de Irlanda.

## Trayectoria
Hijo del futbolista Christy Giles, jugó en las divisiones inferiores del Stella Maris FC antes de ser reclutado por el Manchester United en 1956. A partir de 1959 se ganaría la titularidad en ese equipo.
En 1963 se unió al Leeds United, con la intención de jugar a la par de Bobby Collins -aunque terminaría formando una dupla exitosa junto con Billy Bremner-. En su primera temporada en el club conquistaría el título de campeón de la Segunda División de Inglaterra. Posteriormente integraría el equipo que se consagró campeón de la Primera División de Inglaterra en 1969 y 1974, la Copa de la Liga de 1968, el Community Shield de 1969, la FA Cup de 1972 y la Copa de Ferias de 1967-68.
En abril de 1975 se desvinculó del Leeds United para unirse al West Bromwich Albion de la Segunda División de Inglaterra en calidad de jugador-entrenador. Tras su primera temporada, el equipo consiguió el ascenso a la categoría superior, por lo que Giles volvería a jugar en ese campeonato.
Sin embargo en julio de 1977 dejó Inglaterra para retornar a Irlanda con la intención de incorporarse al Shamrock Rovers para encabezar un proyecto deportivo que debía llevar al club a competir a nivel continental. Allí permaneció hasta 1983, obteniendo únicamente la Copa de Irlanda en 1978. Fuera de temporada, registró experiencias como jugador en el Philadelphia Fury en 1978 y como entrenador en el Vancouver Whitecaps entre 1981 y 1983, ambas franquicias de la NASL (incluso fue reconocido en 1982 como Entrenador del Año de la NASL).
Volvió a Inglaterra en 1983 para dirigir nuevamente al West Bromwich Albion.
Entre 1986 y 2016 se desempeñó como analista de fútbol para la cadena RTÉ. En 2010 publicó su autobiografía John Giles: A Football Man.

## Selección nacional
Giles disputó 59 partidos con la selección de fútbol de Irlanda entre 1959 y 1979. Asimismo ocupó el puesto de entrenador del equipo nacional entre 1973 y 1980.